# Natação no Campeonato Mundial de Esportes Aquáticos de 2024 - 50 m livre feminino

A prova dos 50 metros livre feminino da natação no Campeonato Mundial de Esportes Aquáticos de 2024 foi realizada nos dias 17 e 18 de fevereiro de 2024 em Doha, no Catar.

## Formato da competição
A competição consiste em três rodadas: eliminatórias, semifinais e final. As nadadoras com os 16 melhores tempos nas baterias preliminares avançam as semifinais. Já as nadadoras com os 8 melhores tempos nas semifinais avançam a final. Desempates (swim-offs) são utilizados conforme necessário para quebrar os empates de avanço a próxima rodada.

## Cronograma
Todos os horários estão na hora local (UTC+3).
| Data             | Hora  | Evento        |
| ---------------- | ----- | ------------- |
| 17 de fevereiro  | 09:32 | Eliminatórias |
| 157 de fevereiro | 19:50 | Semifinais    |
| 18 de fevereiro  | 19:46 | Final         |

## Recordes
Antes desta competição, os recordes mundiais e do campeonato nesta prova eram os seguintes:
| Tipo                  | Atleta         | Tempo  | Local   | Data                |
| --------------------- | -------------- | ------ | ------- | ------------------- |
|                       | Sarah Sjöström | 23s 61 | Fukuoka | 29 de julho de 2023 |
| Recorde do campeonato | Sarah Sjöström | 23s 61 | Fukuoka | 29 de julho de 2023 |

## Medalhistas
| Ouro                    | Prata                          | Bronze                     |
| Sarah Sjöström · Suécia | Kate Douglass · Estados Unidos | Katarzyna Wasick · Polónia |

## Resultados

### Eliminatórias
Esses foram os resultados das eliminatórias. A prova foi realizada no dia 17 de fevereiro com início às 09:32.
| Pos. | Bateria | Raia | Nadadora                  | Nacionalidade                   | Tempo | Notas |
| ---- | ------- | ---- | ------------------------- | ------------------------------- | ----- | ----- |
| 1    | 12      | 4    | Sarah Sjöström            | Suécia                          | 23.91 | Q     |
| 2    | 12      | 5    | Kate Douglass             | Estados Unidos                  | 24.19 | Q     |
| 3    | 11      | 4    | Shayna Jack               | Austrália                       | 24.30 | Q     |
| 4    | 10      | 4    | Katarzyna Wasick          | Polónia                         | 24.36 | Q     |
| 5    | 12      | 3    | Anna Hopkin               | Grã-Bretanha                    | 24.70 | Q     |
| 6    | 10      | 5    | Michelle Coleman          | Suécia                          | 24.75 | Q     |
| 7    | 12      | 8    | Taylor Ruck               | Canadá                          | 24.84 | Q     |
| 8    | 10      | 2    | Kornelia Fiedkiewicz      | Polónia                         | 24.85 | Q     |
| 8    | 12      | 6    | Mélanie Henique           | França                          | 24.85 | Q     |
| 10   | 11      | 5    | Marrit Steenbergen        | Países Baixos                   | 24.86 | Q     |
| 11   | 10      | 3    | Julie Kepp Jensen         | Dinamarca                       | 24.97 | Q     |
| 12   | 12      | 2    | Farida Osman              | Egito                           | 25.01 | Q     |
| 13   | 11      | 6    | Neža Klančar              | Eslovênia                       | 25.05 | Q     |
| 14   | 11      | 3    | Kim Busch                 | Países Baixos                   | 25.08 | Q     |
| 15   | 11      | 9    | Lyu Yue                   | China                           | 25.10 | Q     |
| 16   | 11      | 1    | Kalaia Antoniou           | Chipre                          | 25.21 | Q     |
| 17   | 11      | 2    | Erin Gallagher            | África do Sul                   | 25.37 |       |
| 18   | 10      | 1    | Teresa Ivan               | Eslováquia                      | 25.40 |       |
| 19   | 11      | 8    | Jenjira Srisa-Ard         | Tailândia                       | 25.41 |       |
| 20   | 9       | 5    | Barbora Janíčková         | Chéquia                         | 25.47 |       |
| 20   | 11      | 7    | Angelina Köhler           | Alemanha                        | 25.47 |       |
| 20   | 12      | 7    | Quah Ting Wen             | Singapura                       | 25.47 |       |
| 23   | 9       | 6    | Emma Chelius              | África do Sul                   | 25.50 |       |
| 23   | 10      | 8    | Lismar Lyon               | Venezuela                       | 25.50 |       |
| 25   | 9       | 7    | Maria Daza Garcia         | Espanha                         | 25.55 |       |
| 25   | 10      | 0    | Nina Stanisavljević       | Sérvia                          | 25.55 |       |
| 27   | 10      | 8    | Hoi Kam Tam               | Hong Kong                       | 25.64 |       |
| 28   | 12      | 0    | Nagisa Ikemoto            | Japão                           | 25.65 |       |
| 29   | 9       | 3    | Andrea Berrino            | Argentina                       | 25.66 |       |
| 30   | 11      | 0    | Huang Mei-chien           | Taipé Chinesa                   | 25.68 |       |
| 31   | 12      | 9    | Ana Sofia Revilak Fonseca | México                          | 25.73 |       |
| 32   | 9       | 9    | Jillian Crooks            | Ilhas Caimã                     | 25.79 |       |
| 33   | 9       | 1    | Fanny Teijonsalo          | Finlândia                       | 25.82 |       |
| 34   | 9       | 0    | Amel Melih                | Argélia                         | 25.90 |       |
| 35   | 9       | 4    | Sirena Rowe               | Colômbia                        | 25.91 |       |
| 36   | 8       | 5    | Emma Harvey               | Bermudas                        | 25.93 |       |
| 37   | 8       | 2    | Gloria Anna Muzito        | Uganda                          | 26.01 |       |
| 38   | 8       | 3    | Cherelle Thompson         | Trinidad e Tobago               | 26.03 |       |
| 39   | 10      | 7    | Chiara Tarantino          | Itália                          | 26.09 |       |
| 40   | 8       | 0    | Maria Brunlehner          | Quênia                          | 26.12 |       |
| 41   | 9       | 6    | Jasmine Alkhaldi          | Filipinas                       | 26.14 |       |
| 42   | 8       | 6    | Je Gudmundsdottir         | Islândia                        | 26.20 |       |
| 43   | 9       | 2    | Erin Riordan              | Irlanda                         | 26.26 |       |
| 44   | 8       | 4    | Marina Spadoni            | El Salvador                     | 26.30 |       |
| 45   | 10      | 9    | Smiltė Plytnykaitė        | Lituânia                        | 26.31 |       |
| 46   | 8       | 1    | Emily MacDonald           | Jamaica                         | 26.55 |       |
| 47   | 7       | 3    | Maxine Egner              | Botswana                        | 26.58 |       |
| 48   | 6       | 0    | Adriana Giles             | Bolívia                         | 26.60 |       |
| 49   | 7       | 5    | Mia Phiri                 | Zâmbia                          | 26.61 |       |
| 50   | 8       | 7    | Gabriela Nikitina         | Letônia                         | 26.85 |       |
| 51   | 8       | 9    | Paige van der Westhuizen  | Zimbabwe                        | 26.86 |       |
| 52   | 7       | 4    | Amani Alobaidli           | Brunei                          | 26.87 |       |
| 53   | 8       | 8    | Rhanishka Gibbs           | Bahamas                         | 26.88 |       |
| 54   | 5       | 5    | Elizaveta Pecherskikh     | Quirguistão                     | 27.00 |       |
| 55   | 1       | 5    | Alicia Kimberley Kok Shun | Ilhas Maurícias                 | 27.04 |       |
| 56   | 7       | 6    | Mikaili Charlemagne       | Santa Lúcia                     | 27.05 |       |
| 57   | 6       | 6    | Aunjelique Liddie         | Antilhas Holandesas             | 27.38 |       |
| 58   | 5       | 8    | Arla Dermishi             | Albânia                         | 27.46 |       |
| 59   | 7       | 1    | Tilly Collymore           | Granada                         | 27.48 |       |
| 60   | 7       | 7    | Varsenik Manucharyan      | Armênia                         | 27.58 |       |
| 61   | 6       | 5    | Alejandra Santana         | República Dominicana            | 27.60 |       |
| 62   | 2       | 1    | Zariel Nelson             | São Vicente e Granadinas        | 27.62 |       |
| 63   | 7       | 2    | Imane Houda El Barodi     | Marrocos                        | 27.70 |       |
| 64   | 6       | 8    | Jovana Kuljača            | Montenegro                      | 27.71 |       |
| 65   | 6       | 7    | Unilez Takyi              | Gana                            | 27.75 |       |
| 66   | 6       | 3    | Christina Rach            | Eritreia                        | 28.08 |       |
| 67   | 6       | 4    | Sara Pastrana             | Honduras                        | 28.11 |       |
| 68   | 7       | 0    | Georgia-Leigh Vele        | Papua-Nova Guiné                | 28.15 |       |
| 69   | 6       | 1    | Kaiya Brown               | Samoa                           | 28.30 |       |
| 70   | 5       | 4    | Marina Abu Shamaleh       | Palestina                       | 28.51 |       |
| 71   | 6       | 2    | Aleka Kylela Persaud      | Guiana                          | 28.62 |       |
| 72   | 2       | 7    | Aaliyah Palestrini        | Seicheles                       | 28.69 |       |
| 73   | 5       | 6    | Carolann Faeamani         | Tonga                           | 28.71 |       |
| 74   | 5       | 7    | Kestra Kihleng            | Estados Federados da Micronésia | 28.94 |       |
| 75   | 6       | 9    | Anastasiya Morginshtern   | Turquemenistão                  | 28.98 |       |
| 76   | 7       | 9    | N'Hara Fernandes          | Angola                          | 29.13 |       |
| 77   | 4       | 3    | Taffi Illis               | São Martinho                    | 29.24 |       |
| 78   | 5       | 3    | Lara Dashti               | Kuwait                          | 29.27 |       |
| 79   | 4       | 4    | Loane Russet              | Vanuatu                         | 29.33 |       |
| 80   | 5       | 2    | Ekaterina Bordachyova     | Tajiquistão                     | 29.35 |       |
| 81   | 1       | 3    | Aishath Ulya Shaig        | Maldivas                        | 29.47 |       |
| 82   | 4       | 2    | Siwakhile Dlamini         | Essuatíni                       | 29.66 |       |
| 83   | 5       | 1    | Arleigha Hall             | Turcas e Caicos                 | 29.70 |       |
| 84   | 5       | 0    | Makelyta Singsombath      | Laos                            | 29.77 |       |
| 85   | 1       | 4    | Alicia Mateus             | Moçambique                      | 30.02 |       |
| 86   | 3       | 4    | Jasmine Schofield         | Dominica                        | 30.60 |       |
| 87   | 4       | 6    | La Troya Lesa Pina        | Cabo Verde                      | 30.61 |       |
| 88   | 4       | 7    | Iman Kouraogo             | Burquina Fasso                  | 30.89 |       |
| 89   | 2       | 8    | Lois Eliora Irishura      | Burundi                         | 30.92 |       |
| 90   | 4       | 5    | Mst Sonia Khatun          | Bangladesh                      | 30.95 |       |
| 91   | 5       | 9    | Jessica Makwenda          | Malawi                          | 31.07 |       |
| 92   | 4       | 1    | Kayla Hepler              | Ilhas Marshall                  | 31.13 |       |
| 93   | 4       | 8    | Natalia Ladha             | Tanzânia                        | 31.37 |       |
| 94   | 4       | 0    | Aya Mpali                 | Gabão                           | 31.40 |       |
| 95   | 3       | 5    | Yuri Hosei                | Palau                           | 31.41 |       |
| 96   | 4       | 9    | Nada Arakji               | Catar                           | 31.78 |       |
| 97   | 3       | 6    | Leena Mohamedahmed        | Sudão                           | 31.83 |       |
| 98   | 2       | 4    | Djenabou Jolie Bah        | Guiné                           | 31.93 |       |
| 99   | 2       | 2    | Grace Manuela Nguelo'o    | Camarões                        | 32.20 |       |
| 100  | 3       | 7    | Lina Alemayehu Selo       | Etiópia                         | 32.62 |       |
| 101  | 2       | 0    | Kmt Ibrahim               | Comores                         | 33.36 |       |
| 102  | 2       | 5    | Nina Amison               | Djibuti                         | 33.99 |       |
| 103  | 2       | 9    | Nyirabyenda XXX           | Ruanda                          | 34.22 |       |
| 104  | 3       | 1    | Salima Ahmadou Youssoufou | Níger                           | 34.88 |       |
| 105  | 2       | 6    | Tracy Marine Andet        | República Centro-Africana       | 41.14 |       |
| 106  | 3       | 9    | Assita Diarra             | Costa do Marfim                 | 41.35 |       |
| 107  | 3       | 0    | Olamide Sam               | Serra Leoa                      | 45.51 |       |
| -    | 2       | 3    | Rita Acaba Ocomo          | Guiné Equatorial                | DNS   |       |
| -    | 3       | 3    | Imelda Ximenes Belo       | Timor-Leste                     | DNS   |       |
| -    | 3       | 8    | Vanessa Bobimbo           | República do Congo              | DNS   |       |
| -    | 12      | 1    | Theodōra Drakou           | Grécia                          | DNS   |       |
| -    | 3       | 2    | Adele Sodalo Agnes Gaitou | Togo                            | DSQ   |       |
| -    | 7       | 8    | Ionnah Eliane Douillet    | Benim                           | DSQ   |       |

### Semifinais
Esses foram os resultados das semifinais. A prova foi realizada no dia 17 de fevereiro com início às 19:50.
| Pos. | Bateria | Raia | Nadadora             | Nacionalidade  | Tempo | Notas |
| ---- | ------- | ---- | -------------------- | -------------- | ----- | ----- |
| 1    | 2       | 4    | Sarah Sjöström       | Suécia         | 23.90 | Q     |
| 2    | 1       | 5    | Katarzyna Wasick     | Polónia        | 24.01 | Q,    |
| 3    | 1       | 4    | Kate Douglass        | Estados Unidos | 24.24 | Q     |
| 4    | 2       | 5    | Shayna Jack          | Austrália      | 24.44 | Q     |
| 5    | 2       | 3    | Anna Hopkin          | Grã-Bretanha   | 24.51 | Q     |
| 6    | 1       | 3    | Michelle Coleman     | Suécia         | 24.65 | Q     |
| 7    | 1       | 6    | Kornelia Fiedkiewicz | Polónia        | 24.71 | Q     |
| 8    | 2       | 6    | Taylor Ruck          | Canadá         | 24.72 | Q     |
| 9    | 1       | 2    | Marrit Steenbergen   | Países Baixos  | 24.74 |       |
| 9    | 2       | 2    | Melanie Henqiue      | França         | 24.74 |       |
| 11   | 2       | 7    | Julie Kepp Jensen    | Dinamarca      | 24.80 |       |
| 12   | 1       | 1    | Kim Busch            | Países Baixos  | 24.86 |       |
| 13   | 2       | 1    | Neža Klančar         | Eslovênia      | 24.87 |       |
| 14   | 1       | 8    | Kalia Antoniou       | Chipre         | 24.96 |       |
| 15   | 2       | 8    | Lyu Yue              | China          | 25.04 |       |
| 16   | 1       | 7    | Farida Osman         | Egito          | 25.07 |       |

### Final
A final foi realizada em 18 de fevereiro às 19:46. 
| Pos.              | Raia | Nadadora             | Nacionalidade  | Tempo | Notas              |
| ----------------- | ---- | -------------------- | -------------- | ----- | ------------------ |
| Medalha de ouro   | 4    | Sarah Sjöström       | Suécia         | 23.69 |                    |
| Medalha de prata  | 3    | Kate Douglass        | Estados Unidos | 23.91 | Recorde da América |
| Medalha de bronze | 5    | Katarzyna Wasick     | Polónia        | 23.95 | Recorde nacional   |
| 4                 | 6    | Shayna Jack          | Austrália      | 24.27 |                    |
| 5                 | 8    | Taylor Ruck          | Canadá         | 24.50 |                    |
| 6                 | 2    | Anna Hopkin          | Grã-Bretanha   | 24.51 |                    |
| 7                 | 1    | Kornelia Fiedkiewicz | Polónia        | 24.69 |                    |
| 8                 | 7    | Michelle Coleman     | Suécia         | 24.79 |                    |

Legenda
| Recorde mundial       | Recorde mundial (World record)               |                       | Recorde africano                      | Recorde africano (African) |                                           | Q | Classificado por posição (Qualified) |
| Recorde do campeonato | Recorde do campeonato (Championship record)  | Recorde da América    | Recorde da América (Americas)         | q                          | Classificado por melhor tempo (Qualified) |   |                                      |
| Melhor marca do ano   | Melhor marca do ano (World leading)          | Recorde asiático      | Recorde asiático (Asian)              | DNS                        | Não largou (Did not start)                |   |                                      |
| Recorde nacional      | Recorde nacional (National record)           | Recorde europeu       | Recorde europeu (European)            | DNF                        | Não terminou (Did not finish)             |   |                                      |
| Recorde pessoal       | Recorde pessoal do atleta (Personal best)    | Recorde da Oceania    | Recorde da Oceania (Oceania)          | DSQ / DQ                   | Desclassificado (Disqualified)            |   |                                      |
| Recorde da temporada  | Recorde da temporada do atleta (Season best) | Recorde sul-americano | Recorde sul-americano (South America) | NM                         | Sem marca (No mark)                       |   |                                      |